# District de Mahottari
Le district de Mahottari (en népalais : महोत्तरी जिल्लाला) est l'un des 77 districts du Népal. Il est rattaché à la province de Madhesh. La population du district s'élevait à 627 138 habitants en 2011.

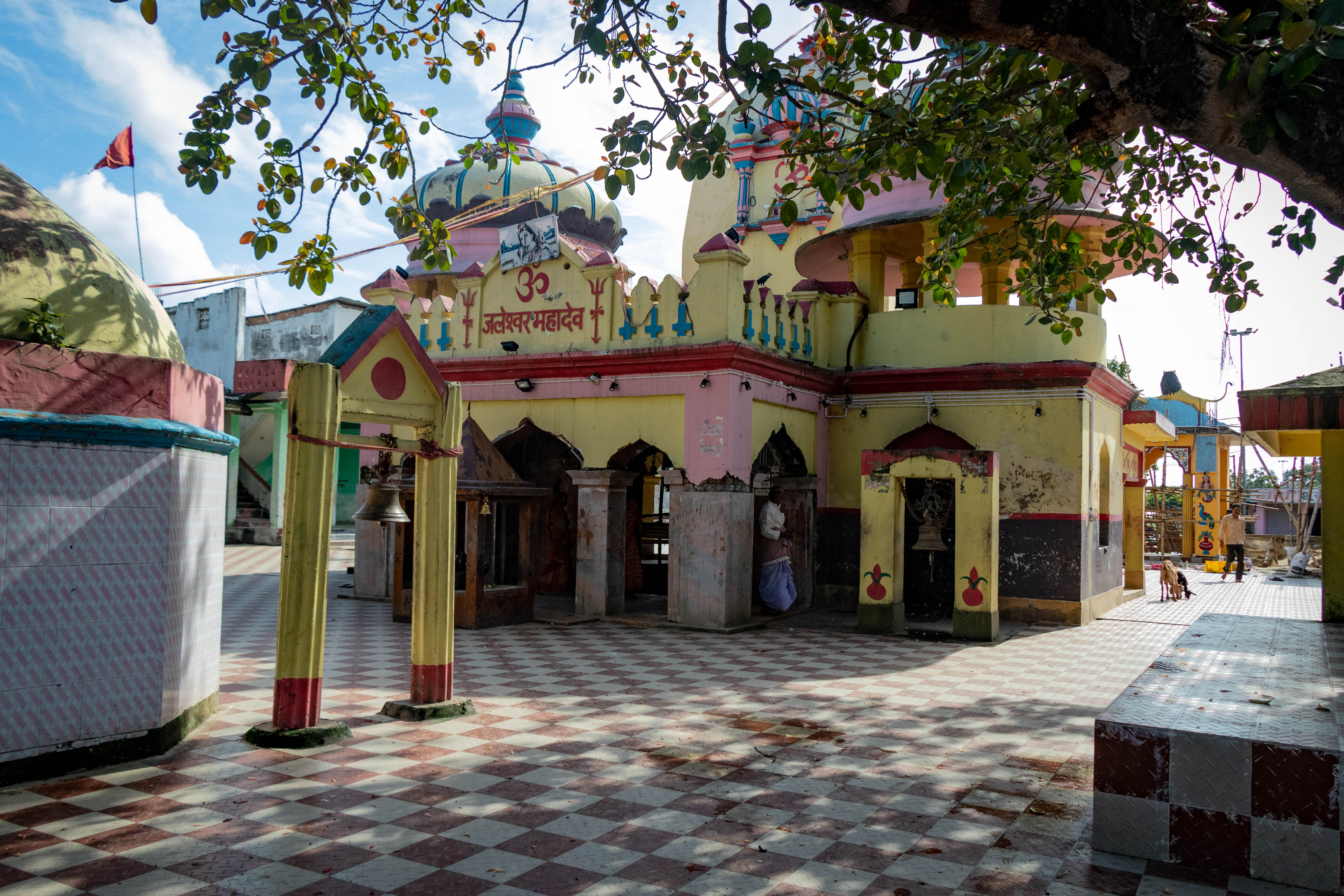
Temple Jaleshwar Mahadev, un temple majeur de Shiva à Mahottari

## Histoire
Il faisait partie de la zone de Janakpur et de la région de développement Centre jusqu'à la réorganisation administrative de 2015 où ces entités ont disparu.

## Subdivisions administratives
Le district de Mahottari est subdivisé en 15 unités de niveau inférieur, dont 10 municipalités et 5 gaunpalikas ou municipalités rurales.
| #  | Nom           | Nom en népalais | Type         | Population (2011) | Superficie (km2) |
| -- | ------------- | --------------- | ------------ | ----------------- | ---------------- |
| 1  | Jaleshwar     | जलेश्वर           | municipalité | 58 549            | 44,26            |
| 2  | Bardibas      | बर्दिबास           | municipalité | 66 354            | 315,57           |
| 3  | Gaushala      | गौशाला             | municipalité | 66 673            | 144,73           |
| 4  | Loharpatti    | लोहरपट्टी          | municipalité | 39 579            | 50,06            |
| 5  | Ramgopalpur   | रामगोपालपुर         | municipalité | 29 612            | 39,54            |
| 6  | Manara Shiswa | मनरा शिसवा         | municipalité | 49 692            | 49,73            |
| 7  | Matihani      | मटिहानी            | municipalité | 31 026            | 29,02            |
| 8  | Bhangaha      | भँगाहा             | municipalité | 46 754            | 77,21            |
| 9  | Balwa         | बलवा             | municipalité | 42 341            | 44,07            |
| 10 | Aurahi        | औरही             | municipalité | 31 751            | 35,76            |
| 11 | Ekdara        | एकडारा            | gaunpalika   | 29 315            | 24               |
| 12 | Sonma         | सोनमा             | gaunpalika   | 38 747            | 57,77            |
| 13 | Samsi         | साम्सीी             | gaunpalika   | 33 791            | 21,57            |
| 14 | Mahottari     | महोत्तरी           | gaunpalika   | 27 430            | 28,08            |
| 15 | Pipra         | पिपरा             | gaunpalika   | 35 524            | 39,98            |